# Ірвін (округ, Джорджія)
Шаблон:StateAbbr_ 31°36′ пн. ш. 83°16′ зх. д. / 31.6° пн. ш. 83.27° зх. д.
Округ Ірвін (англ. Irwin County) — округ (графство) у штаті Джорджія, США. Ідентифікатор округу 13155.

## Історія
Округ утворений 1818 року.

## Демографія
За даними перепису
2000 року
загальне населення округу становило 9931 осіб, зокрема міського населення було 3218, а сільського — 6713.
Серед мешканців округу чоловіків було 4880, а жінок — 5051. В окрузі було 3644 домогосподарства, 2698 родин, які мешкали в 4149 будинках.
Середній розмір родини становив 3,07.
Віковий розподіл населення поданий у таблиці:
| Стать    | До 15 років | 15-21 | 22-29 | 30-39 | 40-49 | 50-65 | 65-85 | Понад 85 |
| -------- | ----------- | ----- | ----- | ----- | ----- | ----- | ----- | -------- |
| Чоловіки | 1118        | 711   | 478   | 657   | 643   | 730   | 496   | 47       |
| Жінки    | 1069        | 517   | 454   | 696   | 662   | 800   | 707   | 146      |

## Суміжні округи
- Бен-Гілл — північ
- Коффі — схід
- Беррієн — південь
- Тіфт — південний захід
- Тернер — північний захід

## Виноски
1. ↑  U.S. Decennial Census. United States Census Bureau. Архів оригіналу за 26 квітня 2015. Процитовано 23 червня 2014.
2. ↑  Historical Census Browser. University of Virginia Library. Архів оригіналу за 11 серпня 2012. Процитовано 23 червня 2014.
3. ↑  Population of Counties by Decennial Census: 1900 to 1990. United States Census Bureau. Архів оригіналу за 2 лютого 2019. Процитовано 23 червня 2014.
4. ↑  Census 2000 PHC-T-4. Ranking Tables for Counties: 1990 and 2000 (PDF). United States Census Bureau. Архів оригіналу (PDF) за 18 грудня 2014. Процитовано 23 червня 2014.
5. ↑  State & County QuickFacts. United States Census Bureau. Архів оригіналу за 7 червня 2011. Процитовано 23 червня 2014.(англ.) Наведено за англійською вікіпедією.
6. ↑  American FactFinder. Бюро перепису населення США. Архів оригіналу за 26 лютого 2012. Процитовано 31 січня 2008. [Архівовано 2008-05-21 у Wayback Machine.]

| США | Це незавершена стаття з географії США. Ви можете допомогти проєкту, виправивши або дописавши її. |